# Bitcasino
Bitcasino는 에스토니아에 본사를 둔 비트코인 주도의 카지노 운영 플랫폼이다.
Bitcasino는 탈린과 몰타에 지사가 있다.

## 역사
2014년 1월에 Tim Heath은  에스토니아에  Bitcasino를 설립했다. Bitcasino는 Yolo Group의 일부이며 mBet Solutions NV의 소유이다.
2015년에 플랫폼은 비트코인 플레이어를 위해 설계된 최초의 비디오 테마 슬롯을 출시했다.
2018년에  Bitcasino는 게임 제작사인 Gameart와 파트너십을 맺었다.
2020년 5월에 Bitcasino는 Pioneer Club하고 The Giving Block과 협력하여 COVID-19 구호를 위해 일련의 "No Limit Hold'em"라는 자선 포커 토너먼트를 진행했다. 또한 플랫폼은 The Giving Block이 주최한 가상의 자선 콘서트를 지원했다. Bitcasino는 “Crypto vs COVID-19”라는 모금 캠페인을 출시했다. 2020년 8월에 Bitcasino는 모바일 게임 제작사인 OneTouch과 파트너십에 대해서 발표했다.
2021년 9월에 Bitcasino는 e스포츠  조직인 Evil Geniuses과 협력 시작에 대해서 발표했다. 2021년 12월에 플랫폼은 Paradise Trippies과 협력을 시작했다.
2022년 1월에 케냐의 래퍼 King Kaka가 Bitcasino의 대사가 되었다. 2022년 2월에 프로 하키 리그인 3ICE는 Bitcasino와 파트너십을 시작하고 캐나다에서 플랫폼의 공식 파트너가 되었다. 2022년 6월에 남아프리카 힙합 아티스트 Cassper Nyovest이 Bitcasino의 대사가 되었다. 2022년 8월에 2023년에 우주로 비트코인 1개를 전송하기 위해서 플랫폼은 ESTcube-2와 협력했다.
Bitcasino는 슬롯, 테이블 게임과 라이브 딜러 카지노를 포함하여 2800개 이상의 게임이 있다. 이 플랫폼은 Bitcoin, Cardano, Ethereum, Litecoin, Ripple, Tron, Tether 등 암호화폐 네트워크와 거래를 허용한다. Bitcasino는 퀴라소의 라이선스를 받았다.

## 상
2020 — EGR (eGaming Review) 베스트 CRM (Creamcoin) 캠페인
2020 — EGR 최고의 소셜 미디어 캠페인